# Sophie Lalive de Bellegarde

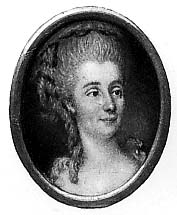
Sophie Lalive de Bellegarde

Élisabeth Françoise Sophie de Tardieu d’Esclavelles oder Élisabeth Françoise Sophie Lalive de Bellegarde (* 18. Dezember 1730; † 28. Januar 1813), durch Heirat mit Claude-Constance-César d’Houdetot ab 1748 Gräfin von Houdetot (sprich: udetoh), war eine Salonière und die Cousine von Louise d’Épinay.

## Leben und Wirken
Lalive de Bellegarde war die Tochter des Fermier général Louis Denis Lalive de Bellegarde (* 1680; 3. Juli 1751), Herr von Épinay, Deuil und anderen Orten und seiner Ehefrau Marie Thérèse Josèphe Prouveur (* 1697; † 18. September 1743). Sie hatte eine Schwester Marie Charlotte Françoise, die zweimal verheiratet war und fünf Kinder bekam, sowie vier Brüder: Louis-François, Denis-Joseph (1724–1782), Ange-Laurent (1725–1779) und Alexis-Janvier (1737–1844).
Sie gehörte zu den literarischen Berühmtheiten des 18. Jahrhunderts, teils wegen ihrer langjährigen Verbindung zum Dichter Jean-François de Saint-Lambert, mehr aber noch durch die Beziehung mit Jean-Jacques Rousseau, der ihrer in seinen Bekenntnissen (französisch Confessions) mit Leidenschaft gedenkt und ihrem Einfluss viele poetische Anregungen verdankt.
Um das Jahr 1760 begann ihre Beziehung zu Saint-Lambert, die bis zu dessen Tod 1803 hielt. Sie lebten in ihren letzten gemeinsamen Jahren auf einem Landsitz bei Paris.

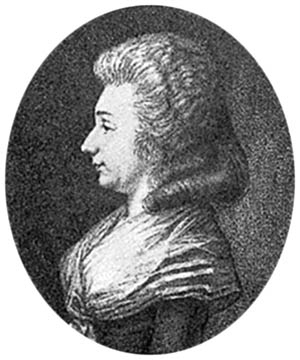
Porträt Sophie Lalive de Bellegardes als reifere Frau

Durch Herzensgüte und Geist gleich ausgezeichnet, verfasste sie gelegentlich kleine, feinsinnige Poesien, die heimlich bei ihren Freunden zirkulierten. Sie starb als letzte aus dem Kreis der Enzyklopädisten.

## Familie
Am 10. Februar 1748 heiratete sie den Grafen Claude-Constant-César d’Houdetot (* 5. August 1724; 27. April 1806), der als Feldmarschall diente. Nachkommen:
- César Louis Marie François Ange d’Houdetot (* 12. Juli 1749; † 18. Oktober 1825), der ebenfalls eine militärische Laufbahn einschlug, erst Feldmarschall und während der Französischen Revolution Militärgouverneur von Martinique war. Er nahm 1802 an der „Expédition de Saint-Domingue“ teil und galt als Spieler, der sein gesamtes Vermögen verspielte. ⚭ 1. 1776 mit Louise Perrinet de Faugnes, die 1781 im Alter von 23 Jahren starb. 2. am 9. Februar 1781 die junge Kreolin, Constance-Josephine de Géré (1769–1842). Aus der zweiten Ehe gingen sieben Töchter und sechs Söhne hervor.
  - Frédéric-Christophe d’Houdetot (* 16. Mai 1778; † 1869), widmete sich zunächst der Malerei und wurde 1805 als Staatsdiener nach Preußen entsandt und wurde nach seiner Rückkehr Präfekt und bekleidete weitere politische Ämter. Er blieb Kinderlos.
  - Charles-Ile-de-France d’Houdetot (* 6. Juli 1789; † 5. Oktober 1866), war Generalleutnant und Adjutant von König Louis-Philippe I.
  - César-François-Adolphe d’Houdetot (* 15. August 1799; † 30. Juli 1869), schlug zunächst eine militärische Laufbahn ein und wurde Offizier in der königlichen Garde Karls X. und später Beamter. ⚭ 1836 mit Louise-Isolinc-Sidonie de La Roque de Mons.